# Ali Hillis
Pour les articles homonymes, voir Hillis.
Ali Hillis (née Alecia Dean Hillis le 29 décembre 1978 à Huntington Beach, Californie) est une actrice et productrice américaine.

## Biographie
À l'âge de six mois, Hillis déménage avec sa famille à Normal, dans l'Illinois et à l'âge de 3 ans, à Sheboygan Falls, dans le Wisconsin. À treize ans, elle déménage à Charlotte, en Caroline du Nord.
Pendant son séjour à New York, elle est auditionnée pour les théâtres de Broadway et apparait dans deux épisodes de Felicity en 1999. L'année suivante, elle obtient un rôle dans des épisodes de FreakyLinks et Undressed. Hillis apparait à la télévision dans les séries Baywatch, JAG, Boomtown et Less Than Perfect.
Hillis a eu des rôles dans plusieurs films dont : All the Wrong Places, Kiss Kiss Bang Bang (2005), Must Love Dogs (2005), Open Water 2 (2006), The Ultimate Gift (2007), et Heartbreak Kid (2007).
Hillis obtient un rôle dans la pièce à Los Angeles, A Good Soldier. Elle effectue également le doublage de la version américaine et européenne du personnage de Lightning dans les jeux vidéo Final Fantasy XIII, Final Fantasy XIII-2 et Lightning Returns : Final Fantasy XIII. Elle est la voix du Docteur Liara T'Soni dans la trilogie Mass Effect, du docteur Ariel Hanson dans Starcraft II: Wings of Liberty et de Karin dans le dessin animé de Naruto Shippuden.

## Filmographie

### Cinéma
- 2000 : All the Wrong Places : Marisa Baron
- 2002 : The Month of August : August
- 2002 : Hung Up on Elena : voix d’Elena
- 2004 : Xenosaga Episode II: Jenseits von Gut und Böse
- 2004 : Jessica (TV) : Holly
- 2005 : Shelley Godwin American Gun : Gunshop Patron
- 2005 : Family Guy Presents Stewie Griffin: The Untold Story
- 2005 : La Main au collier (Must Love Dogs) : Christine Nolan
- 2005 : Christine The Commission : Bacall
- 2005 : Kiss Kiss Bang Bang : Marleah
- 2006 : The Ultimate Gift : Alexia
- 2006 : Dérive mortelle : Lauren
- 2007 : The Heartbreak Kid : Jodi
- 2008 : Beverly Hills Chihuahua : Angéla
- 2008 : Throwing Stars : Lisa
- 2008 : Le Fantôme de mon ex-fiancée (Over Her Dead Body) de Jeff Lowell : Karen

### Séries télévisées
- 1999 : Undressed (série télévisée) : Kim (saison 1: épisode 1,2 & 3)
- 1999 : Felicity : Chloe (2 épisodes) (saison 1: épisode 17 & 19)
- 2000 : FreakyLinks : Crystal (1 épisode) (saison 1: épisode 1)
- 2001 : Inside Schwartz : Laine (1 épisode) (saison 1: épisode 6)
- 2001 : Alerte à Malibu : Latham (1 épisode) (saison 11: épisode 15)
- 2002 : Less Than Perfect : Tiffany (1 épisode)
- 2002 : Boomtown : Melanie Stone (1 épisode) (saison 1: épisode 3)
- 2004 : JAG : Rachel Hanna (1 épisode) (saison 10: épisode 3)
- 2005 : Life on a Stick : Jenny (1 épisode) (saison 1: épisode 8)
- 2007 : My Boys : Rachel (1 épisode) (saison 1: épisode 30)
- 2007 : Heartland : Heather Hartog (1 épisode) (saison 1: épisode 2)
- 2016 : Esprits criminels : Unité sans frontières : Grace Carson (saison 1: épisode 7)

Doublages
- 2004 : Xenosaga Episode II: Jenseits von Gut und Böse : Shelley Godwin, Mary Godwin
- 2006 : Xenosaga Episode III: Also sprach Zarathustra : Shelley Godwin, Mary Godwin
- 2007 : Mass Effect : Dr Liara T'soni
- 2010 : Mass Effect 2 : Dr Liara T'soni
- 2012 : Mass Effect 3 : Dr Liara T'soni
- 2010 : Final Fantasy XIII : Lightning Farron
- 2010 : StarCraft II: Wings of Liberty : Dr Ariel Hanson
- 2012 : Final Fantasy XIII-2 : Lightning Farron
- 2012 : Kid Icarus Uprising : Palutena
- 2014 : Lightning Returns: Final Fantasy XIII : Lightning Farron
- 2014 : Dragon Age: Inquisition : Harding